# 红居街
39°53′07″N 116°20′02″E / 39.88524°N 116.33376°E
红居街，是北京市西城区西部的一条大街。

## 简介
红居街北起广安门外大街，南到红居北街。另在该街以西有一段平行的南北向道路也属于红居街，北起广安门外大街，南到红居东街。
红居街一带南邻大红庙村，大红庙村是1912年中华民国成立之后的地名。村内有关帝庙，俗称“红庙”，大红庙村因此得名。1949年中华人民共和国成立后，由于北京城市发展，大红庙村的土地全被征用，原址新建为居民区，起初称大红庙居民区。1965年北京市调整街巷时，将该居民区划分成红居街、红居东街、红居南街、红居斜街。“红居”是采用大红庙的“红”字和居民区的“居”字合成得出的名称。以红居街为主派生出红居一巷至十巷。红居街北起广安门外大街，向东向南折至红居斜街，长600米，平均宽度为8米。红居一巷至十巷位于红居街的西侧。其中，红居一巷是最北的南北向小巷，北起红居街，南到红居二巷；红居二巷为东西走向，东起红居街，西到红居三巷北口；红居三巷、四巷、五巷为南北走向，都在红居二巷南侧，自西向东依次为红居三巷、四巷、五巷（五巷还包括一条支巷）；这三条巷子以南有条横巷，横巷以南为红居六巷至十巷，为南北走向，自东向西依次排列，最西为红居十巷。
2005年，为迎接2008年北京奥运会，北京市建成了红居街等城市道路。老的红居街包括三段，北段为南北向，北起广安门外大街；中段为东西向，西到莲花河东侧路，东到红居东街西口；南段为南北向，南到红居斜街，南段北口位于北段南口以东。新的红居街以原有的南段为基础，将北段裁弯取直，使该街成为笔直的南北向大街，同时位于新的红居街以西的老的红居街北段也仍然属于红居街。老的红居街中段则被全部归入红居东街。红居一巷至十巷被全部拆除，建成新的楼房居民小区。
目前红居街在广外大街与红居东街间的区段称“达官营巷”。
红居街附近，有红居东街、红居北街、红居南街、红居斜街。
- 红居东街：为城市支路。西起莲花河东侧路，东到手帕口南街。红居东街原先东起手帕口西街，西到红居街，北与达官营二巷相交，长220米，宽7米。原来是南手帕口的一条支路，旧时为坟地，称江苏义园。1912年起，附近已经辟为菜市场。1949年以后新建了北京第二机床厂车间和民宅。1965年定名红居东街。2000年代初，经过道路改造，且将老的红居街中段并入，形成西起莲花河东侧路，东到手帕口南街的新道路。[4]
- 红居北街：为城市支路。西起莲花河东侧路，向东规划到手帕口南街。红居北街是2000年代建成的道路，当时建成了西段，西起莲花河东侧路，东到育新里三巷。东段的育新里三巷至手帕口南街段一直未建成。2012年，北京市将红居北街东段列为将于2012年内开工的城六区24条微循环道路之一，但最终未能开工。[5]2016年，西城区将红居北街东段列为“十三五”时期西城区城市道路建设重点工程之一，努力推进。[6]
- 红居南街：西起莲花河东侧路，向东北到手帕口南街南口。红居南街原先东起手帕口南街，西到莲花河，北侧与南新里三巷相交、南侧与小红庙住宅区相交，长450米，平均宽度为7米。原先属大红庙，1949年前是村落。1950年代在此新建居民住宅区，辟为街巷。1965年定名红居南街。[7]
- 红居斜街：西起莲花河东侧路，向东北至红居北街。原先红居斜街西起莲花河东侧路，向东北再向东至红居街南口，长380米，宽6米，北侧分别与红居六巷、七巷、八巷相交。原为大红庙的一部分，1949年之前是村落，居民非常少。1950年代后逐渐兴建居民住宅区，1965年定名红居斜街。[8]2000年代，将红居斜街的东段分出成为红居北街的一部分，红居斜街仅剩原先的西段。